# Стычка с Тритоном
«Стычка с Тритоном» (англ. The Clash of Triton) — 126-я серия американского мультсериала «Губка Боб Квадратные Штаны». Данный эпизод был создан в 2010 году и показан 5 июля 2010 года на телеканале «Nickelodeon» в США, а в России — 27 ноября 2010 года.

## Сюжет
Король Нептун хочет отпраздновать свой 5000-летний юбилей в «Красти Крабе». Губка Боб и команда не жалеют средств на торжество, расстилая красную ковровую дорожку, чтобы поприветствовать членов королевской семьи. Несмотря на вечеринку, настроение короля ужасно из-за отсутствия собственного сына, Тритона. В итоге, Нептун портит праздник всем, особенно своей жене, королеве Амфитрите. Тритон сослан на безлюдный Остров в Небесах и заточен в клетку, пока не будет готов стать «правильным» богом. Недовольный растущим интересом Тритона к миру смертных и желанием принести им пользу, Нептун впадает в отчаяние и депрессию, пока Амфитрита утешает его.
Решив сделать этот день рождения короля самым счастливым в его жизни и спасти положение, Губка Боб отправляется на поиски Тритона и приводит его на праздник. Сначала Тритон игнорирует Губку Боба, но почувствовав ужасно вонючее дыхание героя, велит ему открыть замок. Не в силах разобраться, Губка Боб зовет на помощь своего лучшего друга - Патрика. Патрик открывает камеру Тритона, и принц сбегает с острова, попутно уничтожая Бикини Боттом.
Заметив, что в Красти Крабе что-то не так, Губка Боб и Патрик входят в здание с черного хода, обнаруживая, что гости и персонал заперты в клетке. Когда Патрик открывает камеру, Тритон пытается сбежать от отца, который догоняет его. Король Нептун не может мириться с проступками своего сына, но увидев, как Тритон уничтожил Бикини Боттом, радуется, что тот, наконец-то использовал свои силы и навел хаос среди смертных, став достойным приемником.
Королевская семья уезжает домой, а Нептун благодарит Губку Боба за произошедшее; жители Бикини Боттом видят всё случившееся исключительно под призмой негатива, впоследствии преследуя Губку и Патрика разъярённой толпой.

## Роли
- Том Кенни — Губка Боб, эпизоды
- Билл Фагербакки — Патрик Стар, эпизоды
- Роджер Бампасс — Сквидвард, эпизоды
- Клэнси Браун — мистер Крабс, эпизоды
- Ди Брэдли Бейкер — Билли, маленький Тритон
- Сирена Ирвин — эпизоды
- Джон О’Харли — Нептун
- Виктория Бекхэм — Амфитрита
- Себастьян Бах — Тритон

### Роли дублировали
- Сергей Балабанов — Губка Боб
- Юрий Маляров — Патрик Стар, эпизоды
- Иван Агапов — Сквидвард, Тритон
- Александр Хотченков — мистер Крабс, эпизоды
- Юрий Меншагин — Нептун, эпизоды
- Лариса Некипелова — Амфитрита, эпизоды

## Производство
- Серия «Стычка с Тритоном» была написана Кейси Александром, Зеусом Цервасом, Аароном Спрингером, Стивеном Бэнксом и Полом Тиббитом, а Эндрю Овертум и главный режиссёр Алан Смарт выступали в роли режиссёров анимации. Александр, Цервас и Спрингер также работали режиссёрами раскадровки[1]. Стивен Бэнкс сказал, что сценаристам «понравилась идея о богах и Тритоне как о разгневанном подростке, имеющем дело со своим отцом, всё это восходит к греческой трагедии»[2]. Эпизод первоначально был показан на канале «Nickelodeon» в США 5 июля 2010 года[3][4].
- В дополнение к постоянному составу актёров английская певица Виктория Бекхэм сыграла в эпизоде роль королевы Амфитриты[5][6]. Специально для Бекхэм сценаристы создали роль Королевы Амфитриты[7]. Она согласилась на роль, потому что её сыновья Бруклин, Ромео и Круз обожают сериал[8]; они были взволнованы, когда их мать рассказала им о роли, и с нетерпением ждали возможности посмотреть сериал вместе с ней[9][10].
- Бекхэм записала закадровый голос в конце 2008 года[7] через день[11][12] и заявила, что она была «взволнована», предоставив камео вокала[13][14][15]. Другие гости, включая актёра Джона О’Харли, также сыграли эпизодическую роль в эпизоде в роли короля Нептуна и вокалиста Себастьяна Баха в роли голоса Тритона[16][17].
- «Идеи озвучить голоса гостей часто исходят от сценаристов и исполнительного продюсера», — сказала Сара Нунан, вице-президент «Nickelodeon» по кадрам и кастингу[18]. Стивен Бэнкс сказал: «Но труднее было для Себастьяна. Мне было так приятно, что он действительно мог походить на прыщавого, сопливого подростка»[2]. Президент анимации «Nickelodeon» Браун Джонсон сказал: «Мы счастливы, что такая талантливая и эклектичная группа знаменитостей предоставила свои голоса для этого специального эпизода о Губке Бобе. Виктория Бекхэм, Джон О’Харли и Себастьян Бах по-настоящему оживили королевскую семью Бикини Боттом»[19][20].
- 13 июля 2010 года эпизод стал доступен на DVD под названием «Triton’s Revenge», когда «Paramount Home Entertainment» и «Nickelodeon» объявили о его выпуске. DVD содержит шесть других эпизодов («Песочные замки на пляже», «Ракушечная катастрофа», «Улучшенный Чам Баккет», «Годовщина одноклеточных», «Тэнтакл-видение» и «Я люблю танцевать»), а также специальные функции, такие как короткометражки и эпизод «Фанбой и Чам Чам»[21]. Он также был выпущен в сборнике DVD шестого сезона[22]. 4 июня 2019 года выпущен DVD «SpongeBob SquarePants: The Next 100 Episodes» вместе со всеми эпизодами сезонов с шестого по девятый[23].

## Отзывы критиков
- Премьера эпизода на «Nickelodeon» собрала 2,8 млн детей 2—11 лет, 2,0 млн детей 6—11 лет, 1,5 млн подростков 9—14 лет и 5,2 млн зрителей в возрасте от 2 лет[24]. На сайте самая посещаемая неделя была в 2010 году: 1,4 млн уникальных посетителей, 15,1 млн просмотров страниц и 5,7 млн игровых сессий. Кроме того, «Nick Game of the Week» основана на специально созданных 1,2 млн игровых сессиях[25].
- Серия «Стычка с Тритоном» получила смешанные и положительные отзывы критиков. Стив Эрхарт назвал этот эпизод «забавно-особенным, которое идеально сочетается с шестью другими причудливыми и безумно смешными эпизодами». Шеннон Госни из «The Mommy-Files» сказала: «Вам понравится этот особенный выпуск»[26]. Нэнси Бэзил из «Dotdash» сказала: «Это было достаточно забавно и мило, чтобы его стоило посмотреть»[27]. Горд Лейси из «TV Shows на DVD» заявил: «Мне понравилась серия „Стычка с Тритоном“, и бонусный эпизод мультсериала „Фанбой и Чам Чам“ был отличным». Кен Такер из «Entertainment Weekly» сказал: «Ценности Губки Боба остаются неизменными. Стремительные шутки сценария, дико яркая цветовая палитра шоу и решительное избегание жёстких сообщений в сериале — всё вместе придаёт Губке Бобу Стивена Хилленберга его авантюрную энергию». Он добавил: «Губка Боб Квадратные Штаны, кажется, не стареет, не так ли?»[4]
- Макси Зевс из «Toon Zone» сказал, что «сюжет даже не очень хорошо структурирован, он вялый и неэффективный в переходе от одной ситуации к другой». Он добавил: «Вся особенность такова: точки сюжета неуклюже развёрнуты, чтобы „мотивировать“ другие сюжетные точки, которые сами по себе служат только для мотивации ещё большего количества сюжетных точек. Но почему-то, отвлекаясь на всю эту хрипящую технику, они забыли добавить в неё настоящий юмор»[28]. Пол Мавис из «DVD Talk» сказал: «В серии „Стычка с Тритоном“ слишком много времени тратится на экспозицию, создание предпосылки короткометражки, при этом экономя на том, что должно было быть приоритетом, — на шутках»[29]. В своей рецензии на «DVD Verdict» Рой Храб дал отрицательную оценку DVD с эпизодом и сказал: «Громкие звуки и неистовые действия наполняют экран практически или бессмысленно. Это всё изюминки, а не шутки и хитрые уловки». Как было показано в некоторых каналах, заставку поменяли на «День Нептуна» (англ. Neptune’s party), но название «Стычка с Тритоном» осталось на месте. Вероятно, это изменение сделали именно в честь самого популярного события — Дня Нептуна. Но, к сожалению, заставку не вернули на место, и теперь эта заставка постоянная.